# Іваниця Григорій Микитович
Іваниця Григорій Микитович (нар. 30 січня (11 лютого) 1892, місто Шостка Сумської області) — український філолог, професор Київського інституту народної освіти, науковий працівник ВУАН, репресований, політв'язень.

## Біографія
Григорій народився 30 січня (11 лютого) 1892 у Шосткинському пороховому заводі (нині місто Шостка Сумської області), як позашлюбний син Єфросинії Огіївни Ляшенко, доньки померлого рядового солдата. У 1894 році, ухвалою Ніжинського окружного суду, Григорій був узаконений подружжям Іваниця.
Навчався у класичній гімназії при Ніжинському історико-філологічному інституті (1902—1910) (нині Чернігівська область). Закінчив класичне відділення цього інституту. Призначений викладачем латинської мови у Клинцівську гімназію Чернігівської губернії, пізніше направлений до Університету св. Володимира в Києві для підготовки до професорського звання (1914) та Університет св. Володимира у Києві.
Працював у Києві викладачем педагогіки, професором Інституту народної освіти (1920–29), секретарем Комісії Історично-філологічного відділу, Науково-педагогічної комісії ВУАН (1924–27) та членом педагогічно-психологічної секції соціально-економічного відділу Інституту української наукової мови.
Засуджений Верховним Судом УСРР 19.04.1930 р. за статтями 54-2, 54-11 КК УСРР до позбавлення волі на 6 років за сфабрикованим «Процесом Спілки визволення України». Удруге заарештований 20.12.1937 р. трійкою при управлінні НКВС по Красноярському краю 21.02.1938 р. за статтею 58-10 КК РСФРР засуджений до позбавлення волі на 10 років
Помер у Північно-східному таборі, тепер Магаданської обл., Російська Федерація.
Реабілітований відповідно 11.08.1989 р. — Верховним Судом УРСР, 01.08.1988 р. — Красноярським крайовим судом.

## Наукова діяльність
Співредактор журналу «Радянська освіта». Автор підручників з української мови, читанок для 6-ї і 7-ї груп трудової школи, робітничих факультетів, шкіл для дорослих «Шляхом життя» (1923; 1925; співавтори Я. Чепіга, Б. Якубський), для 5–7-ї груп труд. школи, робітничих факультетів, шкіл для дорослих «Шляхами життя» (у 2-х ч., 4 вид., 1926–28; співавтор Б. Якубський), для 3-ї та 4-ї груп трудової школи «Життя та слово» (у 2-х ч., 6 вид., 1926–29; усі — Київ).
Автор статей з термінології, методики навчання української мови, перекладознавства (зокрема, розглядав питання сприйняття українським читачем перекладів з античної літератури).
У рецензії на збірку перекладів М. Зерова «Антологія римської поезії» (ж. «Голос друку», 1921, кн. 1) відзначив зміну загальної стратегії у перекладі античних творів, що окреслилася наприкінці 19 — початку 20 століття: «Перекладчик дбає про те, щоби передати не слово і речення, а поняття в прозі, поетичний образ в поезії».
Автор посібника для росіян «Курс украинского языка в кратком практическом изложении с хрестоматией…» (1925), статей «До справи створення української педагогічної термінології» (1926), «Методика навчання правопису» (1927), «„Метода“ чи „метод“» (1928), «До принципів програми української мови й літератури для старшого концентру трудшколи» тощо.